# Kleinia stapeliiformis
Kleinia stapeliiformis là một loài thực vật có hoa trong họ Cúc. Loài này được (E.Phillips) Stapf mô tả khoa học đầu tiên năm 1924.